# ボス・エン・ロマー市場
ボス・エン・ロマー市場またはボス・エン・ロマーマルクト（Bos en Lommer markt）はオランダのアムステルダム市の環状高速道路A10内最西に位置し、高速出入口、駐車場、ショッピングセンターの複合施設の中庭Bos en Lommerpleinで開かれる大規模な露店市場のこと。

## 概要
露天市場は週5日（火～土曜日）9時から18時まで開かれる。青果・穀類・香辛料・衣料品・雑貨などを扱う店が100店前後出店する。
施設は高速道路とそれを跨ぐ高架橋の交点角に位置するため、坂道に沿って立つ形になっており、そのため南側からフラットに入れる広場は、東側から見ると2階テラスとなる。1階にはスーパーマーケット2軒(アルバート・ハインとVomar)、銀行(ABNアムロ)、ファストフード(KFC)が入り、2階は衣料品、スポーツ用品、玩具、雑貨などの大手チェーンがコの字に囲む中庭に露天が並ぶ。
周辺は比較的新しく開発された住宅街で、トルコ系移民の占める比率が高くハラル食品も入手しやすい。ムスリム向けの衣料品や家庭用品など他の市場では見られないものも多い。冬物上着の古着が1ユーロのワゴンに山積みになっていたりと、物価は極めて安い。また露天は大人が擦れ違えないほど非常に密集して並べられており、ゆったりと間隔をあけた東のダッペル市場との対照が際立つ。
ちなみに南東側の交差点の斜め向かいもスーパーマーケット(Dirk)である。

## 交通アクセス
- トラム7,14系統 Bos en Lommerplein
- バス15,21,80,82系統など Bos en Lommerplein